# Gentiana olgae
Gentiana olgae là một loài thực vật có hoa trong họ Long đởm. Loài này được Regel ex Schmalh. mô tả khoa học đầu tiên năm 1882.